# إيلي سميث (متسابقة ملكة الجمال)
إيلي سميث (بالإنجليزية: Ellie Smith)‏ هي متسابقة ملكة الجمال أمريكية، ولدت في 1996 في هندرسون في الولايات المتحدة.

## وصلات خارجية
- الموقع الرسمي